# The Girl from the Naked Eye
The Girl from the Naked Eye è un film del 2012, diretto da David Ren.
Film d'azione, romantico e thriller statunitense sceneggiato dallo stesso regista con Larry Madill e Jason Yee.

## Trama
Jake viene assunto per fare da scorta alle prostitute di un magnaccia. Un giorno però, giocando a poker, mette in gioco anche la Mercedes del boss perdendola. Da lì in poi dovrà trovare il modo di scappare nonostante lungo la sua via incontri Sandy, una ragazza finita nel posto sbagliato.